# Šubičeva ulica
Šubičeva ulica je ena izmed ulic v Ljubljani.

## Zgodovina
Leta 1893 so novo ulico ob današnjem Narodnemu muzeju Slovenije poimenovali po bratih slikarjih Janezu in Juriju Šubicu.

## Urbanizem
Ulica poteka od križišča s Slovensko cesto in Kongresnim trgom do križišča s Bleiweisovo cesto.
Na ulico se (od vzhoda proti zahodu) povezujejo: Ulica Josipine Turnograjske, Beethovnova ulica, Trg Republike, Muzejska ulica, Valvasorjeva ulica in Prešernova cesta.
Ob ulici se nahajajo: Gimnazija Jožeta Plečnika, stavba Državnega pravobranilstva Republike Slovenije, stavba Državnega zbora Republike Slovenije, Rudolfinum (Narodni in Primorski muzej Slovenije), Veleposlaništvo Zvezne republike Nemčije v Slovenije, Mladika (Ministrstvo za zunanje zadeve Republike Slovenije),...

## Javni potniški promet
Po cesti potekajo trase mestnih avtobusnih linij 14, 18 in 18L. Na cesti ni avtobusnih postajališč.